# Jürgen Hamel
Pour les articles homonymes, voir Hamel.

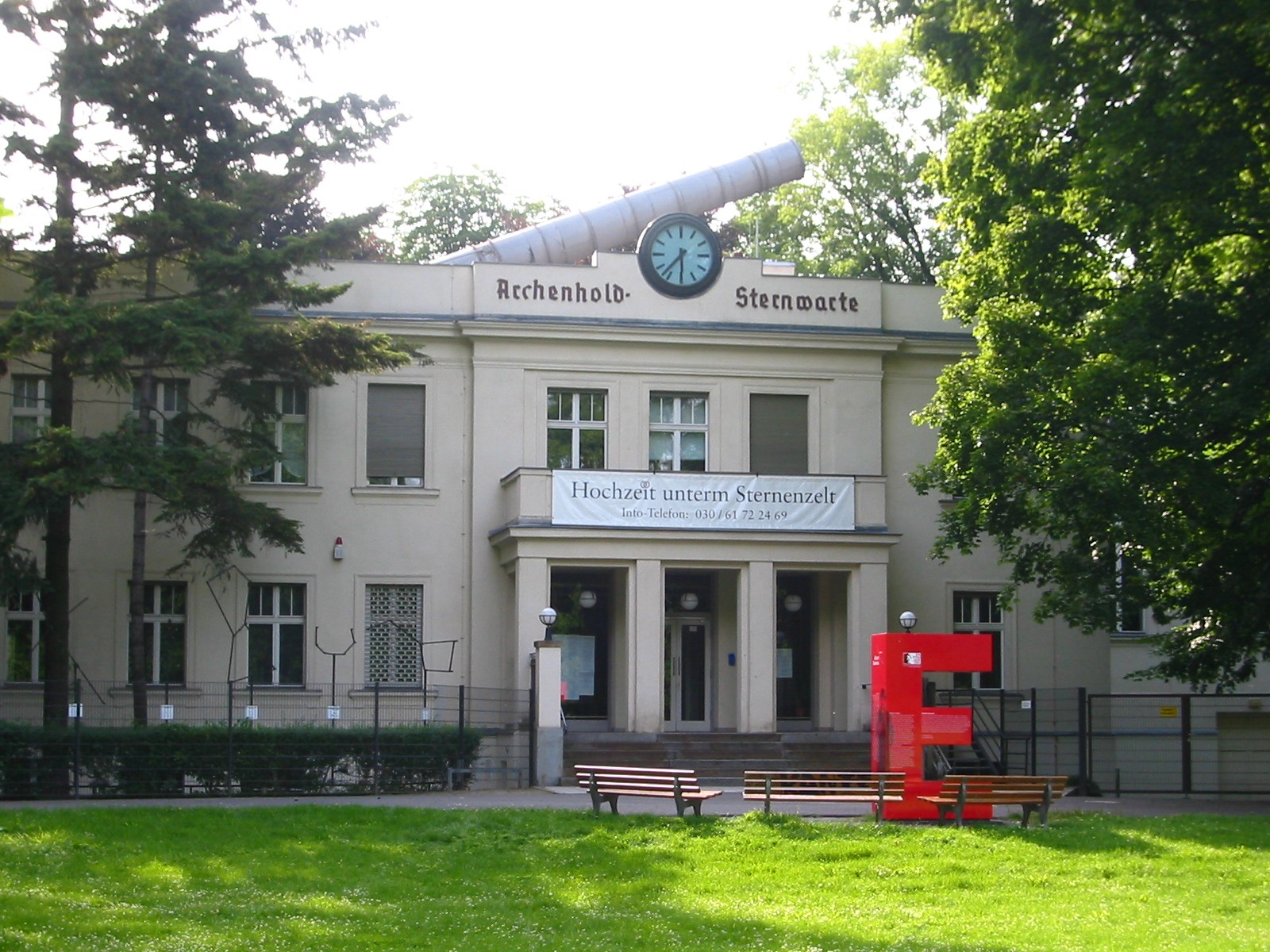
Observatoire Archenhold. Lieu d'activité principal de Jürgen Hamel

Jürgen Hamel (né le 6 juin 1951 à Stralsund) est un historien allemand de l'astronomie. Ses domaines de recherche sont l'histoire de l'astronomie au Moyen Âge et au début de la période moderne, vers 1800, l'histoire de l'astrophysique, l'astronomie et l'histoire culturelle, et l'histoire des instruments astronomiques.

## Biographie
Après un apprentissage comme « assistant de laboratoire chimique avec Abitur », Jürgen Hamel étudie la philosophie, l'histoire et l'éducation à l'Université de Leipzig, puis travaille comme professeur d'université à l'Université de Rostock, où il obtient son doctorat en 1982 avec une thèse sur la début de l'histoire de l'astrophysique.
De 1978 à 1991, Hamel travaille à l'Observatoire Archenhold en tant qu'élève de Dieter B. Herrmann. En plus de ses travaux scientifiques, il s'implique dans la vulgarisation de l'astronomie, donne de nombreuses conférences dans le cadre de l'URANIA - Société pour la diffusion des connaissances scientifiques (de) et est actif dans la rédaction de la revue Astronomie und Raumfahrt publiée par la Fédération culturelle de la RDA. Depuis 1990, Hamel travaille à la publication des Œuvres complètes de Nicolas Copernic et Johannes Kepler. En 1996, dans le cadre d'une bourse de la Fondation Gerda-Henkel (de), il édite « La première traduction allemande de l'œuvre astronomique principale de Nicolas Copernic, 1586 ». De 1998 à 2000, il travaille au Musée d'astronomie et d'histoire des techniques de Cassel. Pendant de nombreuses années, il donne des conférences sur "l'histoire de l'astronomie" et "l'introduction à l'astronomie" à l'Université de Landau.
Le 17 mai 2001, Hamel est élu  élu membre de la Société Leibniz. Il est cofondateur et coéditeur de la série de publications Acta Historica Astronomiae, rédacteur en chef de la revue Astronomie + Raumfahrt im Unterricht (de) et, depuis 2019, de l'annuaire scientifique pour l'histoire de la Poméranie Baltische Studien.
Hamel est marié à la pédiatre Marita Künne et vit maintenant près de Barth. Plus récemment, il se consacre également à des sujets scientifiques liés à l'histoire culturelle de la région de la Poméranie du Nord-Ouest et de Stralsund.

## Travaux (sélection)
Introduction à l'histoire de l'astronomie
- Astronomie in alter Zeit. (= Archenhold-Sternwarte Berlin-Treptow. Vorträge und Schriften. 60). 2. bearb. Auflage. Berlin-Treptow 1981.
- Bearbeitung der deutschsprachigen Ausgabe von Angel Bonov: Sternbilder, Sternsagen: Mythen und Legenden um Sternbilder. Übers. aus dem Bulgarischen von Leo Korniljew. 2. Auflage. Leipzig/ Jena/ Berlin 1986,  (ISBN 3-332-00031-4).
- Astronomiegeschichte in Quellentexten. Von Hesiod bis Hubble.Spektrum Akademischer Verlag (de), 1996,  (ISBN 3-8274-0072-4).
- Geschichte der Astronomie. Von den Anfängen bis zur Gegenwart. Birkhäuser Verlag, Basel/ Boston/ Berlin 1998,  (ISBN 3-7643-5787-8). 2. Aufl. Kosmos-Franckh, Stuttgart 2002,  (ISBN 3-440-09168-6).
- Geschichte der Astronomie. In Texten von Hesiod bis Hubble. 2. erw. Auflage. Magnus Verlag, Essen 2004,  (ISBN 3-88400-421-2).
- Meilensteine der Astronomie. Von Aristoteles bis Hawking. Kosmos Verlag, 2006,  (ISBN 3-440-10179-7).

Biographies et sujets spéciaux
- Zur Entstehungs- und Wirkungsgeschichte der Kantschen Kosmogonie. (= Mitteilungen der Archenhold-Sternwarte. 130). Berlin-Treptow 1979.
- Karl Friedrich Zöllner. Versuch einer Analyse seiner philosophischen Position (= Mitteilungen der Archenhold-Sternwarte. 129). Berlin-Treptow 1977.
- Friedrich Wilhelm Bessel (= Biographien hervorragender Naturwissenschaftler, Techniker und Mediziner (de) 67). BSB Teubner Verlagsgesellschaft, Leipzig 1984  (ISSN 0232-3516)
- Friedrich Wilhelm Herschel (= Biographien hervorragender Naturwissenschaftler, Techniker und Mediziner. 89). BSB Teubner Verlagsgesellschaft, Leipzig 1988,  (ISBN 3-322-00482-1).
- Nicolaus Copernicus. Leben, Werk und Wirkung. Spektrum Akademischer Verlag, Heidelberg/ Berlin/ Oxford 1994,  (ISBN 3-86025-307-7).
- Die astronomischen Forschungen in Kassel unter Wilhelm IV. Mit einer wissenschaftlichen Teiledition der Übersetzung des Hauptwerkes von Copernicus 1586. (= Acta Historica Astronomiae. 2). 2. korr. Auflage. Verlag Harri Deutsch, Thun/ Frankfurt am Main 1998,  (ISBN 3-8171-1690-X).
- Jürgen Hamel, Eberhard Knobloch, Herbert Pieper (Hrsg.): Alexander von Humboldt in Berlin. Sein Einfluß auf die Entwicklung der Wissenschaften. (= Algorismus. Studien zur Geschichte der Mathematik und der Naturwissenschaften. 41). Augsburg 2003.
- Jürgen Hamel (Hrsg.): Wissenschaftliches Kolloquium zum 75. Geburtstag von Hans-Jürgen Treder (de). (Sitzungsberichte der Leibniz-Sozietät), trafo, Berlin 2003
- Herrmann, Dieter B. In: Wer war wer in der DDR? 5. Ausgabe. Band 1. Ch. Links, Berlin 2010,  (ISBN 978-3-86153-561-4).
- Wattenberg, Diedrich (de) In: Wer war wer in der DDR? 5. Ausgabe. Band 2. Ch. Links, Berlin 2010,  (ISBN 978-3-86153-561-4).
- Ein Beitrag zur Familiengeschichte von Friedrich Wilhelm Herschel. Nach den Quellen bearbeitete Stammreihe des Astronomen. In: Mitteilungen der Gauss Gesellschaft 26 (1989), S. 99–103 (= Mitteilungen der Archenhold-Sternwarte; 164).
- Meisterwerk der Kartografie. Die Lubinsche Pommernkarte von 1618. (= Schriften des STRALSUND MUSEUM, Bd. 3), Stralsund 2018,  (ISSN 2568-6526).

Études classiques
- als Bearb.: Bibliographia Kepleriana. Verzeichnis der gedruckten Schriften von und über Johannes Kepler. Ergänzungsband zur zweiten Auflage. München 1998,  (ISBN 3-406-01687-1).
- mit Klaus Harro Tiemann und Martin Pape (Hrsg.): Die Kosmosvorträge 1827/28 in der Berliner Singakademie. Insel Verlag, Frankfurt am Main/ Leipzig 2004
- mit Miguel A. Granada und Ludolf von Mackensen (de): Christoph Rothmanns Handbuch der Astronomie von 1589. Verlag Harri Deutsch, 2003,  (ISBN 3-8171-1718-3).
- mit Thomas Posch (Hrsg.): Über die Umschwünge der himmlischen Kreise. (= Ostwalds Klassiker der exakten Wissenschaften. 300). Harri Deutsch Verlag, Frankfurt am Main 2008,  (ISBN 978-3-8171-3300-0).
- als Hrsg.: Über den Bau des Himmels. Abhandlungen über die Struktur des Universums und die Entwicklung der Himmelskörper 1784–1814 von Wilhelm Herschel. (= Ostwalds Klassiker der exakten Wissenschaften. 288). Harri Deutsch Verlag, Frankfurt am Main 2001,  (ISBN 3-8171-3288-3).
- Nachwort. In: Immanuel Kant: Allgemeine Naturgeschichte und Theorie des Himmels (de). (= Ostwalds Klassiker der exakten Wissenschaften. 12). Frankfurt am Main 2005, S. 147–212.
- Menso Folkerts (Hrsg.): Nicolaus Copernicus Gesamtausgabe (de). Band III/3: De Revolutionibus. Die erste deutsche Übersetzung in der Grazer Handschrift. Kritische Edition. bearb. von Andreas Kühne, Jürgen Hamel. De Gruyter, Berlin 2007,  (ISBN 978-3-05-004355-5).
- Die Himmelsvermessung des Johann Bayer. (Begleitbuch zur Uranometria). Gerchsheim 2010,  (ISBN 978-3-934223-36-3).
- Studien zur „Sphaera“ des Johannes de Sacrobosco. (= Acta Historica Astronomiae. 51). Leipzig 2014
- Peter Apian: Instrument Buch. Reprint der Originalausgabe Ingolstadt 1533. Hrsg. mit einem Nachwort von Jürgen Hamel. Reprintverlag, Leipzig 1990.

Commentaires sur l'astrologie
- Astrologie – Tochter der Astronomie? (= akzent-Reihe (de). 85). 2. Auflage. Urania Verlag, Leipzig/ Jena/ Berlin 1987,  (ISBN 3-332-00128-0).
- Astrologie – Tochter der Astronomie? (= Spektrum des Wissens. 3426). Moewig, Rastatt 1989,  (ISBN 3-8118-3426-6).
- Begriffe der Astrologie. Von Abendstern bis Zwillingsproblem. Harri Deutsch Verlag, Frankfurt am Main 2010,  (ISBN 978-3-8171-1785-7).